# Квинт Фуфий Кален
Квинт Фу́фий Кале́н (лат. Quintus Fufius Calenus; умер в 40 году до н. э., Галлия, Римская республика) — римский военачальник и политический деятель, консул 47 года до н. э. Во время трибуната в 61 году до н. э. поддерживал Публия Клодия Пульхра, во время претуры в 59 году — первый триумвират. С 51 года до н. э. был легатом в армии Гая Юлия Цезаря: принимал участие в завоевании Галлии на его заключительном этапе, в испанском походе 49 года до н. э. В январе 48 года до н. э. переправил из Италии в Эпир подкрепления для Цезаря, позже вытеснил помпеянцев из Греции и стал наместником в этом регионе. В награду за военные заслуги получил от Гая Юлия консулат. В гражданских войнах, начавшихся после убийства Цезаря, поддерживал Марка Антония. На момент смерти управлял всей Галлией со стоявшими в ней одиннадцатью легионами.

## Происхождение
Квинт Фуфий принадлежал к незнатному плебейскому роду. Его отец, носивший тот же преномен, упоминается только в одной из филиппик Марка Туллия Цицерона: оратор говорит, что знал Квинта-старшего во времена своей молодости и что тот прославлял Публия Корнелия Сципиона Назику Серапиона за расправу над Тиберием Семпронием Гракхом. Предположительно, братом Квинта-младшего был Луций Фуфий Кален, который участвовал в качестве свидетеля в процессе Гая Верреса в 70 году до н. э. и в качестве обвинителя — в процессе Квинта Муция в 64 году до н. э. Из этого предполагаемого родства историки делают вывод, что и Квинт-старший носил когномен Кален (Calenus). Это родовое прозвище может быть связано с названием города Калы в Кампании. Существует гипотеза, что Квинт был кампанским землевладельцем и что аграрный закон Гракха вредил его интересам.

## Биография

### Начало карьеры
Предположительно, в молодости Квинт Фуфий занимал должность монетария. Сохранились монеты, на которых с одной стороны изображены богини Честь и Доблесть, а с другой — богиня Рома и аллегория Италии; имена монетариев — Caleni, Cordi. Калена исследователи идентифицируют как будущего консула 47 года до н. э., Корд не упоминается больше ни в каких источниках. Теодор Моммзен предположил, что эти монеты были отчеканены в период между 74 и 49 годами до н. э. Согласно более поздней гипотезе, говорить нужно, скорее, о 80-х годах до н. э. 
В письменных источниках Кален упоминается, только начиная с 60-х годов до н. э. Тем не менее, историки считают вполне вероятным, что он начал политическую деятельность во времена правления Луция Корнелия Цинны и, соответственно, к моменту своего консулата был человеком преклонного возраста. Аргументами в пользу такого допущения они считают тот факт, что в 47 году до н. э. у Квинта Фуфия был взрослый сын и что зять Калена был сыном одной из жертв проскрипционных убийств, происходивших в 82 году до н. э.
Если Квинт был сторонником Цинны, то во время диктатуры Луция Корнелия Суллы и в последующие годы ему приходилось оставаться в тени. Только в 61 году до н. э. он возобновил политическую карьеру, заняв должность народного трибуна. Одним из главных событий этого года стал скандал вокруг Публия Клодия Пульхра. Этот молодой аристократ ради встречи с женой Гая Юлия Цезаря проник в его дом в день праздника Благой Богини, когда там могли находиться только женщины. Один из трибунов инициировал судебный процесс по делу о святотатстве. Сам Цезарь заявил, что жена ему не изменяла (но, всё-таки, дал ей развод); свидетелями обвинения стали Марк Туллий Цицерон и Луций Лициний Лукулл.
В этой ситуации Кален встал на защиту Клодия. Он попытался помешать принятию закона, который обязывал претора сформировать судейскую коллегию по этому делу. Когда этот закон всё же был принят, Квинт Фуфий при большом стечении народа спросил Гнея Помпея Великого (тогда одного из самых могущественных политиков Республики), поддерживает ли тот эту инициативу, но получил уклончивый ответ. Позже Калену удалось внести в новый закон поправку, которая, на первый взгляд, казалась несущественной, но коренным образом изменила ситуацию: теперь претор мог набрать судей только из трёх определённых декурий. В результате Клодий был оправдан.
В 59 году до н. э. Квинт Фуфий занимал должность претора. Этот год был ознаменован противостоянием двух консулов — Гая Юлия Цезаря, за которым стояли его коллеги по первому триумвирату Гней Помпей Великий и Марк Лициний Красс, и Марка Кальпурния Бибула, ставленника сената. Кален поддерживал Цезаря. В течение года популярность триумвиров существенно уменьшилась, а это ударило и по Квинту Фуфию: он не смог спустя предусмотренные Корнелиевым законом три года получить консулат и вообще был вынужден уйти в тень.
В течение 50-х годов до н. э. Кален только изредка упоминается в источниках. В 56 году он был свидетелем обвинения во время суда над Марком Целием Руфом, а в начале 52 года участвовал в сенатских дискуссиях, связанных с убийством Публия Клодия. При этом Квинт Фуфий поддерживал убийцу — Тита Анния Милона.

### Под началом Цезаря
В 51 году до н. э. Квинт Фуфий стал легатом в армии Гая Юлия Цезаря, заканчивавшего в это время завоевание Галлии. Кален принял участие в осаде Укселлодуна. В 49 году до н. э., когда началась гражданская война, он по-прежнему был на стороне Цезаря; известно, что 10 марта он заезжал в усадьбу Цицерона под Формиями и в беседе с хозяином обвинил в развязывании войны Помпея и сенат, продемонстрировавший «беспечность и глупость». Позже Квинт Фуфий принимал участие в испанском походе Цезаря и, по-видимому, в осаде Массилии.
В конце 49 года до н. э. Кален вместе с Цезарем переправился из Брундизия в Эпир. Сразу после этого он направился в Италию за оставшейся частью армии, но помпеянский флот под командованием Марка Кальпурния Бибула его настиг, захватил тридцать кораблей и тут же их сжёг вместе с экипажем. Помпеянцы заняли все гавани в этой части балканского побережья, так что Калену пришлось отказаться от идеи переправить подкрепления к Цезарю; один его корабль, не имевший на борту солдат, всё же поплыл на восток, но попал в руки Бибула. . Только в конце января Кален совместно с Марком Антонием смог перебросить войска на Балканы.
Из Эпира Цезарь направил Калена в южную часть Балканского полуострова. Без боя Квинту Фуфию подчинились Дельфы, Фивы и Орхомен; Афины и Мегары долго сопротивлялись, но тоже были вынуждены покориться. После битвы при Фарсале помпеянцы попытались закрепиться на Пелопоннесе, но Кален вытеснил их оттуда и взятием Патр закончил покорение Греции. В дальнейшем он управлял этим регионом, регулярно направляя задержавшемуся в Египте Цезарю подкрепления. К этому периоду относятся статуи Калена, поставленные греками в святилищах Олимпии и Оропа. Вернувшись с Востока, Цезарь назначил Квинта Фуфия консулом на остаток 47 года до н. э. (по-видимому, всего на три месяца) вместе с ещё одним своим легатом — Публием Ватинием.

### Поздние годы
Во время бурных событий, последовавших за убийством Цезаря в 44 году до н. э., Кален находился в Риме и участвовал в заседаниях сената. 1 января 43 года до н. э. одним из консулов стал его зять, Гай Вибий Панса Цетрониан, и благодаря этому Квинт Фуфий удостоился права говорить первым из сенаторов. В тот же день, 1 января, Кален предложил начать переговоры с Марком Антонием, на тот момент возглавлявшем цезарианскую «партию». Цицерон, выступавший за военное решение вопроса, ответил на это пятой из своих «филиппик», но посольство, тем не менее, было отправлено. В конце 43 года до н. э., когда Антоний совместно с Октавианом и Марком Эмилием Лепидом занял Рим и организовал проскрипционные убийства, Квинт Фуфий спас жизнь попавшему в список осуждённых Марку Теренцию Варрону, укрыв его на своей вилле.
В 42 году до н. э. Марк Антоний, отправляясь на Восток для решительной схватки с республиканцами, оставил Калена с двумя легионами в Италии. В 41 году до н. э. Квинт Фуфий стал наместником Нарбонской Галлии, а чуть позже, когда Публий Вентидий Басс двинулся на помощь осаждённой Октавианом Перузии, получил в управление всю Галлию со стоявшими в ней одиннадцатью легионами. Все эти силы Кален намеревался привести в Италию, чтобы там присоединиться к Антонию, но в середине 40 года до н. э. он скоропостижно умер от болезни.

## Потомки
У Квинта Фуфия были сын того же имени и дочь. Последняя вышла замуж за Гая Вибия Пансу, одного из консулов 43 года до н. э.

## Оценки
Марк Туллий Цицерон в связи с событиями 61 года до н. э. называет Квинта Фуфия «очень легкомысленным человеком».